# Pandemia de COVID-19 en Bolivia
Los primeros casos de la pandemia de COVID-19 en Bolivia fueron confirmados el 10 de marzo de 2020. Se trataba de dos mujeres de los departamentos de Oruro y Santa Cruz que habían regresado desde Italia. 
El 12 de marzo el gobierno de la presidenta Jeanine Áñez adoptó las primeras medidas, declarándose Estado de emergencia sanitaria por COVID-19, cuya duración estaba prevista hasta el 30 de abril de 2020, pero que fue extendida hasta el 10 de mayo de 2020, para posteriormente aplicar la “cuarentena dinámica”. El 1 de agosto de 2020 se decidió una nueva extensión de la cuarentena "condicionada y dinámica" hasta el 31 de agosto de 2020.
El sistema sanitario boliviano se vio prácticamente colapsado a partir de junio de 2020. Los centros de salud llegaron al límite de admisión de pacientes, cientos de personas murieron sin atención hospitalaria, y los cementerios quedaron saturados.
Hasta el 3 de abril de 2022 se habían registrado 902,448 casos confirmados, 841,533 recuperaciones y  21,896 muertos. La tasa de letalidad (fallecidos respecto a confirmados) es del 2,43% y la tasa de recuperación (recuperaciones respecto a confirmados) es del 93,25%.

## Cronología y medidas asumidas por el gobierno boliviano
| Casos de COVID-19 en Bolivia Muertes Recuperaciones Casos activos marabrmayjunjulagoÚltimos 15 días | Casos de COVID-19 en Bolivia Muertes Recuperaciones Casos activos marabrmayjunjulagoÚltimos 15 días | Casos de COVID-19 en Bolivia Muertes Recuperaciones Casos activos marabrmayjunjulagoÚltimos 15 días | Casos de COVID-19 en Bolivia Muertes Recuperaciones Casos activos marabrmayjunjulagoÚltimos 15 días | Casos de COVID-19 en Bolivia Muertes Recuperaciones Casos activos marabrmayjunjulagoÚltimos 15 días |
| --------------------------------------------------------------------------------------------------- | --------------------------------------------------------------------------------------------------- | --------------------------------------------------------------------------------------------------- | --------------------------------------------------------------------------------------------------- | --------------------------------------------------------------------------------------------------- |
| Fecha                                                                                               | Fecha                                                                                               | | N.º de casos                                                                                        | N.º de muertes                                                                                      |
| 2020-03-10                                                                                          | 2020-03-10                                                                                          | | 2(—)                                                                                                | |
| 2020-03-11                                                                                          | 2020-03-11                                                                                          | | 2(=)                                                                                                | |
| 2020-03-12                                                                                          | 2020-03-12                                                                                          | | 3(+50%)                                                                                             | |
| 2020-03-13                                                                                          | 2020-03-13                                                                                          | | 10(+233%)                                                                                           | |
| 2020-03-14                                                                                          | 2020-03-14                                                                                          | | 10(=)                                                                                               | |
| 2020-03-15                                                                                          | 2020-03-15                                                                                          | | 11(+10%)                                                                                            | |
| 2020-03-16                                                                                          | 2020-03-16                                                                                          | | 11(=)                                                                                               | |
| 2020-03-17                                                                                          | 2020-03-17                                                                                          | | 12(+9,1%)                                                                                           | |
| 2020-03-18                                                                                          | 2020-03-18                                                                                          | | 12(=)                                                                                               | |
| 2020-03-19                                                                                          | 2020-03-19                                                                                          | | 16(+33%)                                                                                            | |
| 2020-03-20                                                                                          | 2020-03-20                                                                                          | | 19(+19%)                                                                                            | |
| 2020-03-21                                                                                          | 2020-03-21                                                                                          | | 20(+5,3%)                                                                                           | |
| 2020-03-22                                                                                          | 2020-03-22                                                                                          | | 27(+35%)                                                                                            | |
| 2020-03-23                                                                                          | 2020-03-23                                                                                          | | 28(+3,7%)                                                                                           | |
| 2020-03-24                                                                                          | 2020-03-24                                                                                          | | 32(+14%)                                                                                            | |
| 2020-03-25                                                                                          | 2020-03-25                                                                                          | | 39(+22%)                                                                                            | |
| 2020-03-26                                                                                          | 2020-03-26                                                                                          | | 61(+56%)                                                                                            | |
| 2020-03-27                                                                                          | 2020-03-27                                                                                          | | 74(+21%)                                                                                            | |
| 2020-03-28                                                                                          | 2020-03-28                                                                                          | | 81(+9,5%)                                                                                           | |
| 2020-03-29                                                                                          | 2020-03-29                                                                                          | | 96(+19%)                                                                                            | 3(—)                                                                                                |
| 2020-03-30                                                                                          | 2020-03-30                                                                                          | | 107(+11%)                                                                                           | 6(+100%)                                                                                            |
| 2020-03-31                                                                                          | 2020-03-31                                                                                          | | 115(+7,5%)                                                                                          | 7(+17%)                                                                                             |
| 2020-04-01                                                                                          | 2020-04-01                                                                                          | | 123(+7%)                                                                                            | 8(+14%)                                                                                             |
| 2020-04-02                                                                                          | 2020-04-02                                                                                          | | 132(+7,3%)                                                                                          | 9(+12%)                                                                                             |
| 2020-04-03                                                                                          | 2020-04-03                                                                                          | | 139(+5,3%)                                                                                          | 10(+11%)                                                                                            |
| 2020-04-04                                                                                          | 2020-04-04                                                                                          | | 157(+13%)                                                                                           | 10(=)                                                                                               |
| 2020-04-05                                                                                          | 2020-04-05                                                                                          | | 183(+17%)                                                                                           | 11(+10%)                                                                                            |
| 2020-04-06                                                                                          | 2020-04-06                                                                                          | | 194(+6%)                                                                                            | 14(+27%)                                                                                            |
| 2020-04-07                                                                                          | 2020-04-07                                                                                          | | 210(+8,2%)                                                                                          | 15(+7,1%)                                                                                           |
| 2020-04-08                                                                                          | 2020-04-08                                                                                          | | 264(+26%)                                                                                           | 18(+20%)                                                                                            |
| 2020-04-09                                                                                          | 2020-04-09                                                                                          | | 268(+1,5%)                                                                                          | 19(+5,6%)                                                                                           |
| 2020-04-10                                                                                          | 2020-04-10                                                                                          | | 275(+2,6%)                                                                                          | 20(+5,3%)                                                                                           |
| 2020-04-11                                                                                          | 2020-04-11                                                                                          | | 300(+9,1%)                                                                                          | 24(+20%)                                                                                            |
| 2020-04-12                                                                                          | 2020-04-12                                                                                          | | 330(+10%)                                                                                           | 27(+12%)                                                                                            |
| 2020-04-13                                                                                          | 2020-04-13                                                                                          | | 354(+7,3%)                                                                                          | 28(+3,7%)                                                                                           |
| 2020-04-14                                                                                          | 2020-04-14                                                                                          | | 397(+12%)                                                                                           | 28(=)                                                                                               |
| 2020-04-15                                                                                          | 2020-04-15                                                                                          | | 441(+11%)                                                                                           | 29(+3,6%)                                                                                           |
| 2020-04-16                                                                                          | 2020-04-16                                                                                          | | 465(+5,4%)                                                                                          | 31(+6,9%)                                                                                           |
| 2020-04-17                                                                                          | 2020-04-17                                                                                          | | 493(+6%)                                                                                            | 31(=)                                                                                               |
| 2020-04-18                                                                                          | 2020-04-18                                                                                          | | 520(+5,5%)                                                                                          | 32(+3,2%)                                                                                           |
| 2020-04-19                                                                                          | 2020-04-19                                                                                          | | 564(+8,5%)                                                                                          | 33(+3,1%)                                                                                           |
| 2020-04-20                                                                                          | 2020-04-20                                                                                          | | 598(+6%)                                                                                            | 34(+3%)                                                                                             |
| 2020-04-21                                                                                          | 2020-04-21                                                                                          | | 609(+1,8%)                                                                                          | 37(+8,8%)                                                                                           |
| 2020-04-22                                                                                          | 2020-04-22                                                                                          | | 672(+10%)                                                                                           | 40(+8,1%)                                                                                           |
| 2020-04-23                                                                                          | 2020-04-23                                                                                          | | 703(+4,6%)                                                                                          | 43(+7,5%)                                                                                           |
| 2020-04-24                                                                                          | 2020-04-24                                                                                          | | 807(+15%)                                                                                           | 44(+2,3%)                                                                                           |
| 2020-04-25                                                                                          | 2020-04-25                                                                                          | | 866(+7,3%)                                                                                          | 46(+4,5%)                                                                                           |
| 2020-04-26                                                                                          | 2020-04-26                                                                                          | | 950(+9,7%)                                                                                          | 50(+8,7%)                                                                                           |
| 2020-04-27                                                                                          | 2020-04-27                                                                                          | | 1014(+6,7%)                                                                                         | 53(+6%)                                                                                             |
| 2020-04-28                                                                                          | 2020-04-28                                                                                          | | 1053(+3,8%)                                                                                         | 55(+3,8%)                                                                                           |
| 2020-04-29                                                                                          | 2020-04-29                                                                                          | | 1110(+5,4%)                                                                                         | 59(+7,3%)                                                                                           |
| 2020-04-30                                                                                          | 2020-04-30                                                                                          | | 1167(+5,1%)                                                                                         | 62(+5,1%)                                                                                           |
| 2020-05-01                                                                                          | 2020-05-01                                                                                          | | 1229(+5,3%)                                                                                         | 66(+6,5%)                                                                                           |
| 2020-05-02                                                                                          | 2020-05-02                                                                                          | | 1470(+20%)                                                                                          | 71(+7,6%)                                                                                           |
| 2020-05-03                                                                                          | 2020-05-03                                                                                          | | 1594(+8,4%)                                                                                         | 76(+7%)                                                                                             |
| 2020-05-04                                                                                          | 2020-05-04                                                                                          | | 1681(+5,5%)                                                                                         | 82(+7,9%)                                                                                           |
| 2020-05-05                                                                                          | 2020-05-05                                                                                          | | 1802(+7,2%)                                                                                         | 86(+4,9%)                                                                                           |
| 2020-05-06                                                                                          | 2020-05-06                                                                                          | | 1886(+4,7%)                                                                                         | 91(+5,8%)                                                                                           |
| 2020-05-07                                                                                          | 2020-05-07                                                                                          | | 2081(+10%)                                                                                          | 102(+12%)                                                                                           |
| 2020-05-08                                                                                          | 2020-05-08                                                                                          | | 2266(+8,9%)                                                                                         | 106(+3,9%)                                                                                          |
| 2020-05-09                                                                                          | 2020-05-09                                                                                          | | 2437(+7,5%)                                                                                         | 114(+7,5%)                                                                                          |
| 2020-05-10                                                                                          | 2020-05-10                                                                                          | | 2556(+4,9%)                                                                                         | 118(+3,5%)                                                                                          |
| 2020-05-11                                                                                          | 2020-05-11                                                                                          | | 2831(+11%)                                                                                          | 122(+3,4%)                                                                                          |
| 2020-05-12                                                                                          | 2020-05-12                                                                                          | | 2964(+4,7%)                                                                                         | 128(+4,9%)                                                                                          |
| 2020-05-13                                                                                          | 2020-05-13                                                                                          | | 3148(+6,2%)                                                                                         | 142(+11%)                                                                                           |
| 2020-05-14                                                                                          | 2020-05-14                                                                                          | | 3372(+7,1%)                                                                                         | 152(+7%)                                                                                            |
| 2020-05-15                                                                                          | 2020-05-15                                                                                          | | 3577(+6,1%)                                                                                         | 164(+7,9%)                                                                                          |
| 2020-05-16                                                                                          | 2020-05-16                                                                                          | | 3826(+7%)                                                                                           | 165(+0,61%)                                                                                         |
| 2020-05-17                                                                                          | 2020-05-17                                                                                          | | 4088(+6,8%)                                                                                         | 169(+2,4%)                                                                                          |
| 2020-05-18                                                                                          | 2020-05-18                                                                                          | | 4263(+4,3%)                                                                                         | 174(+3%)                                                                                            |
| 2020-05-19                                                                                          | 2020-05-19                                                                                          | | 4481(+5,1%)                                                                                         | 189(+8,6%)                                                                                          |
| 2020-05-20                                                                                          | 2020-05-20                                                                                          | | 4919(+9,8%)                                                                                         | 199(+5,3%)                                                                                          |
| 2020-05-21                                                                                          | 2020-05-21                                                                                          | | 5187(+5,4%)                                                                                         | 215(+8%)                                                                                            |
| 2020-05-22                                                                                          | 2020-05-22                                                                                          | | 5579(+7,6%)                                                                                         | 230(+7%)                                                                                            |
| 2020-05-23                                                                                          | 2020-05-23                                                                                          | | 5915(+6%)                                                                                           | 240(+4,3%)                                                                                          |
| 2020-05-24                                                                                          | 2020-05-24                                                                                          | | 6263(+5,9%)                                                                                         | 250(+4,2%)                                                                                          |
| 2020-05-25                                                                                          | 2020-05-25                                                                                          | | 6660(+6,3%)                                                                                         | 261(+4,4%)                                                                                          |
| 2020-05-26                                                                                          | 2020-05-26                                                                                          | | 7136(+7,1%)                                                                                         | 274(+5%)                                                                                            |
| 2020-05-27                                                                                          | 2020-05-27                                                                                          | | 7768(+8,9%)                                                                                         | 280(+2,2%)                                                                                          |
| 2020-05-28                                                                                          | 2020-05-28                                                                                          | | 8387(+8%)                                                                                           | 293(+4,6%)                                                                                          |
| 2020-05-29                                                                                          | 2020-05-29                                                                                          | | 8731(+4,1%)                                                                                         | 300(+2,4%)                                                                                          |
| 2020-05-30                                                                                          | 2020-05-30                                                                                          | | 9592(+9,9%)                                                                                         | 310(+3,3%)                                                                                          |
| 2020-05-31                                                                                          | 2020-05-31                                                                                          | | 9982(+4,1%)                                                                                         | 313(+0,97%)                                                                                         |
| 2020-06-01                                                                                          | 2020-06-01                                                                                          | | 10 531(+5,5%)                                                                                       | 343(+9,6%)                                                                                          |
| 2020-06-02                                                                                          | 2020-06-02                                                                                          | | 10 991(+4,4%)                                                                                       | 376(+9,6%)                                                                                          |
| 2020-06-03                                                                                          | 2020-06-03                                                                                          | | 11 638(+5,9%)                                                                                       | 400(+6,4%)                                                                                          |
| 2020-06-04                                                                                          | 2020-06-04                                                                                          | | 12 245(+5,2%)                                                                                       | 415(+3,8%)                                                                                          |
| 2020-06-05                                                                                          | 2020-06-05                                                                                          | | 12 728(+3,9%)                                                                                       | 427(+2,9%)                                                                                          |
| 2020-06-06                                                                                          | 2020-06-06                                                                                          | | 13 358(+4,9%)                                                                                       | 454(+6,3%)                                                                                          |
| 2020-06-07                                                                                          | 2020-06-07                                                                                          | | 13 643(+2,1%)                                                                                       | 465(+2,4%)                                                                                          |
| 2020-06-08                                                                                          | 2020-06-08                                                                                          | | 13 949(+2,2%)                                                                                       | 475(+2,2%)                                                                                          |
| 2020-06-09                                                                                          | 2020-06-09                                                                                          | | 14 644(+5%)                                                                                         | 487(+2,5%)                                                                                          |
| 2020-06-10                                                                                          | 2020-06-10                                                                                          | | 15 281(+4,3%)                                                                                       | 512(+5,1%)                                                                                          |
| 2020-06-11                                                                                          | 2020-06-11                                                                                          | | 16 165(+5,8%)                                                                                       | 533(+4,1%)                                                                                          |
| 2020-06-12                                                                                          | 2020-06-12                                                                                          | | 16 929(+4,7%)                                                                                       | 559(+4,9%)                                                                                          |
| 2020-06-13                                                                                          | 2020-06-13                                                                                          | | 17 842(+5,4%)                                                                                       | 585(+4,7%)                                                                                          |
| 2020-06-14                                                                                          | 2020-06-14                                                                                          | | 18 459(+3,5%)                                                                                       | 611(+4,4%)                                                                                          |
| 2020-06-15                                                                                          | 2020-06-15                                                                                          | | 19 073(+3,3%)                                                                                       | 632(+3,4%)                                                                                          |
| 2020-06-16                                                                                          | 2020-06-16                                                                                          | | 19 883(+4,2%)                                                                                       | 659(+4,3%)                                                                                          |
| 2020-06-17                                                                                          | 2020-06-17                                                                                          | | 20 685(+4%)                                                                                         | 679(+3%)                                                                                            |
| 2020-06-18                                                                                          | 2020-06-18                                                                                          | | 21 499(+3,9%)                                                                                       | 697(+2,7%)                                                                                          |
| 2020-06-19                                                                                          | 2020-06-19                                                                                          | | 22 476(+4,5%)                                                                                       | 715(+2,6%)                                                                                          |
| 2020-06-20                                                                                          | 2020-06-20                                                                                          | | 23 512(+4,6%)                                                                                       | 740(+3,5%)                                                                                          |
| 2020-06-21                                                                                          | 2020-06-21                                                                                          | | 24 388(+3,7%)                                                                                       | 773(+4,5%)                                                                                          |
| 2020-06-22                                                                                          | 2020-06-22                                                                                          | | 25 493(+4,5%)                                                                                       | 820(+6,1%)                                                                                          |
| 2020-06-23                                                                                          | 2020-06-23                                                                                          | | 26 389(+3,5%)                                                                                       | 846(+3,2%)                                                                                          |
| 2020-06-24                                                                                          | 2020-06-24                                                                                          | | 27 487(+4,2%)                                                                                       | 876(+3,5%)                                                                                          |
| 2020-06-25                                                                                          | 2020-06-25                                                                                          | | 28 503(+3,7%)                                                                                       | 913(+4,2%)                                                                                          |
| 2020-06-26                                                                                          | 2020-06-26                                                                                          | | 29 423(+3,2%)                                                                                       | 934(+2,3%)                                                                                          |
| 2020-06-27                                                                                          | 2020-06-27                                                                                          | | 30 676(+4,3%)                                                                                       | 970(+3,9%)                                                                                          |
| 2020-06-28                                                                                          | 2020-06-28                                                                                          | | 31 524(+2,8%)                                                                                       | 1014(+4,5%)                                                                                         |
| 2020-06-29                                                                                          | 2020-06-29                                                                                          | | 32 125(+1,9%)                                                                                       | 1071(+5,6%)                                                                                         |
| 2020-06-30                                                                                          | 2020-06-30                                                                                          | | 33 219(+3,4%)                                                                                       | 1123(+4,9%)                                                                                         |
| 2020-07-01                                                                                          | 2020-07-01                                                                                          | | 34 227(+3%)                                                                                         | 1201(+6,9%)                                                                                         |
| 2020-07-02                                                                                          | 2020-07-02                                                                                          | | 35 528(+3,8%)                                                                                       | 1271(+5,8%)                                                                                         |
| 2020-07-03                                                                                          | 2020-07-03                                                                                          | | 36 818(+3,6%)                                                                                       | 1320(+3,9%)                                                                                         |
| 2020-07-04                                                                                          | 2020-07-04                                                                                          | | 38 071(+3,4%)                                                                                       | 1378(+4,4%)                                                                                         |
| 2020-07-05                                                                                          | 2020-07-05                                                                                          | | 39 297(+3,2%)                                                                                       | 1434(+4,1%)                                                                                         |
| 2020-07-06                                                                                          | 2020-07-06                                                                                          | | 40 509(+3,1%)                                                                                       | 1476(+2,9%)                                                                                         |
| 2020-07-07                                                                                          | 2020-07-07                                                                                          | | 41 545(+2,6%)                                                                                       | 1530(+3,7%)                                                                                         |
| 2020-07-08                                                                                          | 2020-07-08                                                                                          | | 42 984(+3,5%)                                                                                       | 1577(+3,1%)                                                                                         |
| 2020-07-09                                                                                          | 2020-07-09                                                                                          | | 44 113(+2,6%)                                                                                       | 1638(+3,9%)                                                                                         |
| 2020-07-10                                                                                          | 2020-07-10                                                                                          | | 45 565(+3,3%)                                                                                       | 1702(+3,9%)                                                                                         |
| 2020-07-11                                                                                          | 2020-07-11                                                                                          | | 47 200(+3,6%)                                                                                       | 1754(+3,1%)                                                                                         |
| 2020-07-12                                                                                          | 2020-07-12                                                                                          | | 48 187(+2,1%)                                                                                       | 1807(+3%)                                                                                           |
| 2020-07-13                                                                                          | 2020-07-13                                                                                          | | 49 250(+2,2%)                                                                                       | 1866(+3,3%)                                                                                         |
| 2020-07-14                                                                                          | 2020-07-14                                                                                          | | 50 867(+3,3%)                                                                                       | 1898(+1,7%)                                                                                         |
| 2020-07-15                                                                                          | 2020-07-15                                                                                          | | 52 218(+2,7%)                                                                                       | 1942(+2,3%)                                                                                         |
| 2020-07-16                                                                                          | 2020-07-16                                                                                          | | 54 156(+3,7%)                                                                                       | 1984(+2,2%)                                                                                         |
| 2020-07-17                                                                                          | 2020-07-17                                                                                          | | 56 102(+3,6%)                                                                                       | 2049(+3,3%)                                                                                         |
| 2020-07-18                                                                                          | 2020-07-18                                                                                          | | 58 138(+3,6%)                                                                                       | 2106(+2,8%)                                                                                         |
| 2020-07-19                                                                                          | 2020-07-19                                                                                          | | 59 582(+2,5%)                                                                                       | 2151(+2,1%)                                                                                         |
| 2020-07-20                                                                                          | 2020-07-20                                                                                          | | 60 991(+2,4%)                                                                                       | 2218(+3,1%)                                                                                         |
| 2020-07-21                                                                                          | 2020-07-21                                                                                          | | 62 357(+2,2%)                                                                                       | 2273(+2,5%)                                                                                         |
| 2020-07-22                                                                                          | 2020-07-22                                                                                          | | 64 135(+2,9%)                                                                                       | 2328(+2,4%)                                                                                         |
| 2020-07-23                                                                                          | 2020-07-23                                                                                          | | 65 252(+1,7%)                                                                                       | 2407(+3,4%)                                                                                         |
| 2020-07-24                                                                                          | 2020-07-24                                                                                          | | 66 456(+1,8%)                                                                                       | 2473(+2,7%)                                                                                         |
| 2020-07-25                                                                                          | 2020-07-25                                                                                          | | 68 281(+2,7%)                                                                                       | 2535(+2,5%)                                                                                         |
| 2020-07-26                                                                                          | 2020-07-26                                                                                          | | 69 429(+1,7%)                                                                                       | 2583(+1,9%)                                                                                         |
| 2020-07-27                                                                                          | 2020-07-27                                                                                          | | 71 181(+2,5%)                                                                                       | 2647(+2,5%)                                                                                         |
| 2020-07-28                                                                                          | 2020-07-28                                                                                          | | 72 327(+1,6%)                                                                                       | 2720(+2,8%)                                                                                         |
| 2020-07-29                                                                                          | 2020-07-29                                                                                          | | 73 534(+1,7%)                                                                                       | 2808(+3,2%)                                                                                         |
| 2020-07-30                                                                                          | 2020-07-30                                                                                          | | 75 234(+2,3%)                                                                                       | 2894(+3,1%)                                                                                         |
| 2020-07-31                                                                                          | 2020-07-31                                                                                          | | 76 789(+2,1%)                                                                                       | 2977(+2,9%)                                                                                         |
| 2020-08-01                                                                                          | 2020-08-01                                                                                          | | 78 793(+2,6%)                                                                                       | 3064(+2,9%)                                                                                         |
| 2020-08-02                                                                                          | 2020-08-02                                                                                          | | 80 153(+1,7%)                                                                                       | 3153(+2,9%)                                                                                         |
| 2020-08-03                                                                                          | 2020-08-03                                                                                          | | 81 846(+2,1%)                                                                                       | 3228(+2,4%)                                                                                         |
| 2020-08-04                                                                                          | 2020-08-04                                                                                          | | 83 361(+1,9%)                                                                                       | 3320(+2,9%)                                                                                         |
| 2020-08-05                                                                                          | 2020-08-05                                                                                          | | 85 141(+2,1%)                                                                                       | 3385(+2%)                                                                                           |
| 2020-08-06                                                                                          | 2020-08-06                                                                                          | | 86 423(+1,5%)                                                                                       | 3465(+2,4%)                                                                                         |
| 2020-08-07                                                                                          | 2020-08-07                                                                                          | | 87 891(+1,7%)                                                                                       | 3524(+1,7%)                                                                                         |
| 2020-08-08                                                                                          | 2020-08-08                                                                                          | | 89 055(+1,3%)                                                                                       | 3587(+1,8%)                                                                                         |
| 2020-08-09                                                                                          | 2020-08-09                                                                                          | | 89 999(+1,1%)                                                                                       | 3640(+1,5%)                                                                                         |
| 2020-08-10                                                                                          | 2020-08-10                                                                                          | | 91 635(+1,8%)                                                                                       | 3712(+2%)                                                                                           |
| 2020-08-11                                                                                          | 2020-08-11                                                                                          | | 93 328(+1,8%)                                                                                       | 3761(+1,3%)                                                                                         |
| 2020-08-12                                                                                          | 2020-08-12                                                                                          | | 95 071(+1,9%)                                                                                       | 3827(+1,8%)                                                                                         |
| 2020-08-13                                                                                          | 2020-08-13                                                                                          | | 96 459(+1,5%)                                                                                       | 3884(+1,5%)                                                                                         |
| 2020-08-14                                                                                          | 2020-08-14                                                                                          | | 97 950(+1,5%)                                                                                       | 3939(+1,4%)                                                                                         |
| 2020-08-15                                                                                          | 2020-08-15                                                                                          | | 99 146(+1,2%)                                                                                       | 4003(+1,6%)                                                                                         |
| 2020-08-16                                                                                          | 2020-08-16                                                                                          | | 100 344(+1,2%)                                                                                      | 4058(+1,4%)                                                                                         |
| 2020-08-17                                                                                          | 2020-08-17                                                                                          | | 101 223(+0,88%)                                                                                     | 4123(+1,6%)                                                                                         |
| 2020-08-18                                                                                          | 2020-08-18                                                                                          | | 103 019(+1,8%)                                                                                      | 4172(+1,2%)                                                                                         |
| 2020-08-19                                                                                          | 2020-08-19                                                                                          | | 105 050(+2%)                                                                                        | 4233(+1,5%)                                                                                         |
| Fuentes: Ministerio de Salud de Bolivia                                                             | | | | |

### Cronología

#### Febrero
- 2 de febrero: Tras la aparición de la enfermedad a nivel global, y antes de la detección del primer caso en Bolivia, se conformó un Comité Operativo de Emergencia, para la detección de posibles casos, el cual incluyó a funcionarios de la OMS y diferentes ministerios y entidades especializadas en salud.[13][14]

Entre las medidas implementadas junto a la Organización Panamericana de la Salud se encontraba el apoyo a la implementación de procedimientos detallados en una guía de lineamientos técnicos sobre la vigilancia de eventos respiratorios inusitados.
- 26 de febrero: El gobierno de Bolivia reportó el primer caso sospechoso de COVID-19. El paciente de 40 años estuvo en Europa, y fue aislado en un centro médico privado de la ciudad de Santa Cruz, posteriormente fue dado de alta, el viernes 6 de marzo, debido a que salió negativo en la prueba de COVID-19.[10]

#### Marzo

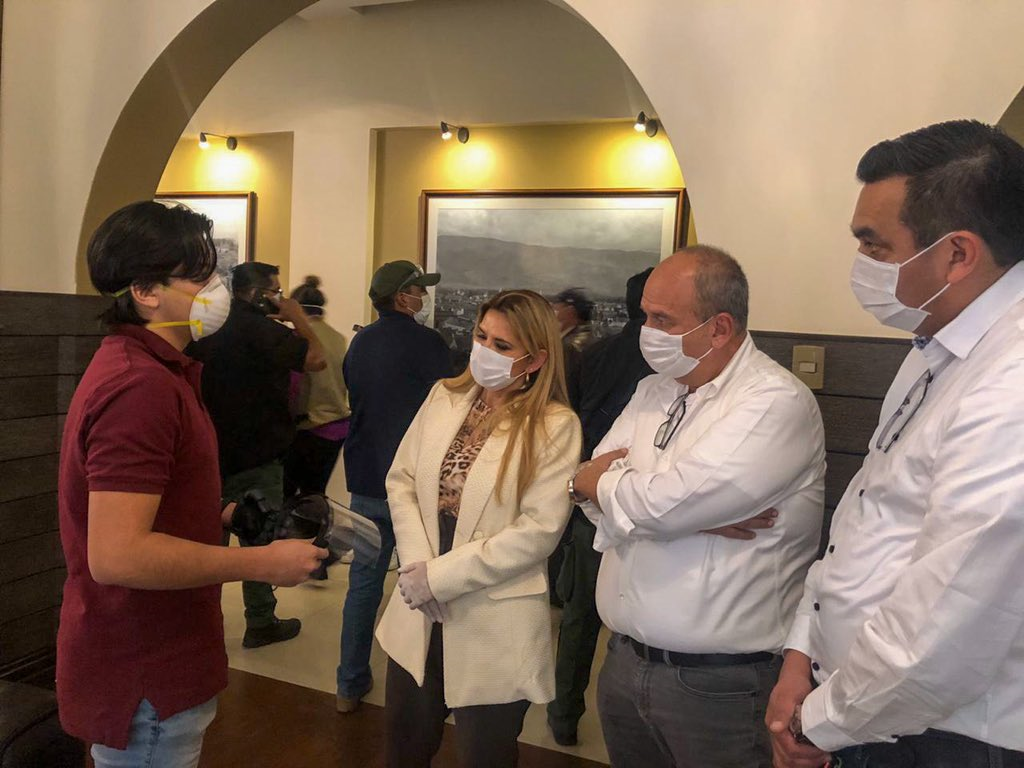
Jeanine Áñez junto a un adolescente boliviano que fabricó protectores faciales para la población.

- 12 de marzo: El gobierno nacional declara Situación de Emergencia Nacional mediante el Decreto Supremo 4179.[17] A través del mismo comunica la implementación de siete determinaciones, para frenar el avance del contagio, entre ellas la suspensión de actividades educativas en todos los niveles hasta el 31 de marzo. Así como la suspensión de vuelos con Europa a partir del sábado 14 de marzo.[18][19] Ese mismo día, en horas de la noche, el alcalde del municipio de Oruro, Saúl Aguilar, aprobó de emergencia la cuarentena municipal, a aplicarse todo el municipio y en coordinación con la gobernación del departamento de Oruro.[20] Con esta medida se inicia, el primer aislamiento de una ciudad capital. Tras confirmarse los 7 nuevos contagiados con la paciente cero en la ciudad de Oruro.

- 13 de marzo: Debido a los distintos actos de bloqueo en los accesos a centros de salud designados para la atención de pacientes sospechosos o confirmados de coronavirus en el país, el gobierno nacional anuncia que aplicará sanciones penales a quienes saboteen la atención sanitaria.[21] El Ministerio de Salud habilitó las líneas gratuitas 800-10-1104 y 800-10-1106 para informar sobre síntomas o realizar consultas respeto al coronavirus.[22] También se registran en la ciudad de La Paz aprehensiones a quienes especulaban con los precios de artículos para la prevención de contagios de la enfermedad.[23]

- 14 de marzo: El ministro de salud, Aníbal Cruz, anunció que el avance de la pandemia está en una nueva fase relacionada con el contagio a nivel local tras la identificación de 6 casos adicionales en la ciudad de Oruro y 1 en Cochabamba.[24]

- 15 de marzo: El gobierno nacional anuncia nuevas medidas, entre ellas la ampliación de las restricción del acceso a Bolivia de viajeros provenientes del área Schengen, además del Reino Unido, Irlanda e Irán.[25]

- 16 de marzo: Las gobernaciones de los departamentos de Oruro, Potosí, Cochabamba y Chuquisaca aplicaron medidas de restricción de circulación de acceso inicialmente hasta el 31 de marzo, mientras que el departamento de Tarija prohibió todos los viajes públicos interdepartamentales.[26]

- 17 de marzo: El gobierno nacional decreta Emergencia Sanitaria a Nivel Nacional mediante el Decreto Supremo 4196, y establece una cuarentena parcial en todo el país.[27] Se establecen mayores restricciones aplicadas hasta el 31 de marzo:[28][29]

(desde el 18 de marzo)
La jornada laboral para todos los sectores será desde las 8:00 hasta las 13:00 horas, así como también los mercados y supermercados atenderán desde las 8:00 a las 15:00 h.
El transporte público y privado operará desde las 5:00 a las 18:00 h.
En el tema laboral, de manera excepcional el Ministerio de Trabajo Regulará la otorgación de licencias especiales, con goce de haberes a efectos de precautelar la salud de personas con enfermedades de base; adultos mayores, de sesenta años o más; personas embarazadas y personas menores de cinco años, siendo beneficiario de la licencia especial el padre o madre o tutor.
Quedan prohibidas reuniones y actividades sociales, deportivas, religiosas y otras. Los que infrinjan lo dispuesto en el decreto supremo serán pasibles a arresto de ocho horas.
(desde el 19 de marzo)
Se suspende el transporte terrestre interdepartamental e interprovincial de pasajeros. Solo se permitirá transporte de mercancías para asegurar el abastecimiento de la población.
(desde el 21 de marzo)
Desde las cero horas se suspenden los vuelos internacionales así como también el transporte terrestre, fluvial y lacustre de pasajeros. Solo ingresarán al país los bolivianos y residentes, quienes deberán someterse a los protocoles dispuestos por el Ministerio de Salud y la Organización Mundial de la Salud (OMS).
- 20 de marzo: La gobernación del departamento de Santa Cruz, decreta la cuarentena municipal en el municipio de Porongo, a partir del mediodía y por los próximos 14 días.[30] El ministro de salud, no descarta tomar medidas de mayor impacto en el transcurso de los siguientes días.[31]

- 21 de marzo: El órgano electoral suspende las elecciones generales en Bolivia, hasta que hayan condiciones sanitarias suficientes para celebrar los comicios.[32]

- 22 de marzo: Desde las cero horas se dispone cuarentena total en todo el país, con una vigencia de 14 días[33] y bajo las siguientes disposiciones:

Mercados y centros de abastecimiento continuarán prestando el servicio todas las mañanas hasta el mediodía, para que una persona por familia pueda asistir a surtir la canasta familiar.
Fábricas y el transporte de todos los productos de la canasta familiar seguirán funcionando de forma normal, al igual que sistema de la banca, farmacias y hospitales continuarán atendiendo las necesidades de la población.
Las personas podrán salir de sus domicilios en caso de que requieran atención de salud.
El transporte privado y público quedan suspendidos y se habilitarán permisos para transportar trabajadores, cuyas empresas deben seguir funcionando y para las personas que trabajan en servicios de salud, agua, luz y gas, entre otros.
Se rebajarán las tarifas de luz, se prohíben los cortes de gas y de agua, además del Internet mientras dure la cuarentena. Se aliviará pago de crédito y de impuestos.
- 23 de marzo: La presidenta de Bolivia, Jeanine Añez, realiza un mensaje presidencial a las 13:00 hrs. (hora local) ratificando las medidas extremas de cuarentena, pidiendo el apoyo y la comprensión de la población ante el COVID-19. A su vez aprovechó el mensaje presidencial, para conmemorar los 141 años de la pérdida del Departamento del Litoral. Rememorando la pérdida de Bolivia a su acceso soberano al océano Pacífico, donde la presidenta Añez ratificó como posición de Estado, la aspiración irrenunciable de Bolivia a recuperar su acceso soberano al mar. A su vez suspendió todos los actos cívicos y militares conmemorativos a nivel nacional, hasta nuevo aviso.[35]

- 25 de marzo: A las 19:00 hrs. (hora local), la presidenta Jeanine Añez de manera urgente declara, Estado de emergencia sanitaria. Mediante la promulgación del Decreto Supremo 4200.[36] Con aplicación inmediata para todo el país a partir de las 00:00 Hrs. del día 26 de marzo. La cual radicaliza aún más, las medidas ya impuestas en la cuarentena con el anterior decreto supremo. Su duración será hasta el 15 de abril de 2020.[3]

- 28 de marzo: El ministro de salud, Aníbal Cruz, confirma los 3 primeros fallecidos en Bolivia por COVID-19, corresponden a: Una anciana de 78 años, en el departamento de Santa Cruz fallecida a las 06:30 hrs. (hora local boliviana).[37] En el departamento de La Paz, una anciana de 80 años fallecida a las 08:30 hrs. y un anciano de 71 años del municipio de Patacamaya fallecido a las 16:00 hrs. Este último caso alertó a este municipio rural y se decretó toque de queda.

- 29 de marzo: En horas de la noche y tras oficializarse el tercer fallecimiento por COVID-19 en Bolivia, de un anciano (de 71 años), proveniente del municipio de Patacamaya. Los ministros de Obras Públicas y de Salud, el gobernador del departamento de La Paz, Félix Patzi, y el alcalde junto al concejo municipal del municipio de Patacamaya. Decretaron el cuarentena municipal, el cual consistirá en un toque de queda extremo. Donde estará totalmente prohibido la circulación peatonal y vehicular. Tampoco se permitirá el ingreso y salida de personas de este municipio. Solo se permitirá el abastecimiento, los días jueves de 6 a. m. a 11 a. m. Este es el primer caso de aislamiento extremo de un municipio a nivel nacional.[38]

#### Abril
- 1 de abril: El ministro de salud, Aníbal Cruz, informó que, una de las dos pacientes cero de COVID-19, residente de la ciudad de Oruro, fue oficialmente dada de alta, dando negativo en su última prueba de coronavirus. Este es el primer caso de una paciente recuperada en Bolivia.[39]

- 8 de abril: Toma posesión como nuevo ministro de salud el Dr. Marcelo Navajas Salinas en reemplazo del Dr. Aníbal Cruz Senzano, que renunció al cargo por motivos personales. La presidenta Jeanine Añez agradeció al exministro todo el trabajo hecho en esta crisis sanitaria.
- 10 de abril: A un mes de presentarse los dos primeros casos. El gobierno nacional juntos con los médicos epidemiólogos advierten sobre la tasa de mortalidad que podría llegar Bolivia a una explosión sanitaria del 8 % que es la tasa del promedio al nivel mundial y Bolivia tiene un promedio de 7 %.
- 13 de abril: Santa Cruz amanece "militarizada" para cumplir la cuarentena y frenar el contagio del COVID-19 Efectivos militares sostienen carteles en una avenida en Santa Cruz.
- 14 de abril: La presidenta Jeanine Áñez anunció sobre las nuevas medidas que aplicará el Gobierno nacional, tras una reunión con su Gabinete de ministros que se prolongó por más de seis horas. Bolivia amplía su cuarentena hasta el 30 de abril. La determinación surge ante las proyecciones que anticipan que el país llegará a su pico más alto de contagios de COVID-19 en las dos siguientes semanas, por lo que se requiere que el aislamiento se cumpla de forma más estricta. Junto a la ampliación, se anunciaron además otras medidas económicas para beneficiar a la población de escasos recursos y a la micro y pequeña empresa. Actualmente se pagan los bonos familia y canasta, destinados a adultos mayores, mujeres con hijos, personas con discapacidad y estudiantes desde el nivel inicial hasta el secundario. A esto se suma el Bono Universal, que consiste en Bs 500 para las personas mayores de 18 años que no se han beneficiado con ninguna de las ayudas anteriores lanzadas por el Gobierno y que no son asalariadas.
- 29 de Abril: La cuarentena total se amplía hasta el 10 de mayo. A partir del 11 de mayo comienza una cuarentena "dínamica", de acuerdo a evaluaciones que realizará el ministerio de Salud cada 7 días, el trabajo será bajo normas estrictas de bioseguridad. La cuarentena dinámica, no quiere decir que acabó la medida, sino que existen nuevas normas a cumplir. En la cuarentena media y moderada, la población podrá volver a trabajar bajo normas específicas. El gobierno municipal deberá regular el funcionamiento de mercados y transporte público. En la cuarentena rígida, se continuará con las actuales restricciones a la circulación, trabajo, comercios cerrados, es decir, será estricta. En la cuarentena media, se podrá trabajar seis horas al día, de 8:00 a 14:00, se podrá manejar motos y bicicletas con fines laborales y la gente podrá salir a plazas hasta las 17:00. Los menores de edad y los adultos pueden salir una hora al día alrededor de sus casas. Los centros de abasto abrirán de 6:00 a 15:00. En el caso de la cuarentena moderada, la atención en centros de abastecimiento será de 6:00 a 18:00, la gente podrá trabajar ocho horas, de 8:00 a 16:00 y habrá restricciones a la salida de vehículos por número de placas, los niños podrán salir alrededor de sus domicilios. Nadie podrá permanecer en espacios públicos de 19:00 a 5:00. Los menores de 18 años y mayores de 65 podrán salir de 6:00 a 12:00. Hasta el 31 de mayo independientemente de la categoría de cuarentena, se mantiene el cierre de fronteras aéreas, terrestres y fluviales, salvo para bolivianos que deben retronar al país. Además, la suspensión de vuelos nacionales e internacionales, suspensión temporal de clases, de eventos deportivos, reuniones en iglesias y eventos culturales. También se debe continuar con la distancia social de un metro y medio entre las personas, uso de barbijos, lavado de manos y cumplimiento de protocolos de bioseguridad.

#### Mayo
- 7 de Mayo:El ministro de Salud, Marcelo Navajas, junto a su equipo técnico, dio a conocer hoy el índice de riesgo municipal que determina a 68 municipios del país con riesgo alto de contagios de coronavirus (COVID-19), otras 152 localidades tienen riesgo medio y 119 se encuentran con riesgo moderado, explicó que el índice de riesgo fue elaborado en coordinación con los gobiernos municipales del país, con base en dimensiones poblacionales y epidemiológicos, y que servirá para la aplicación de la cuarentena dinámica establecida en el Decreto Supremo N.º 4229, que inicia a partir del 11 de mayo. Entre los municipios de alto riesgo, 10 encabezan la lista con las tasas más altas de incidencia de casos COVID-19: Trinidad (Beni), Eucaliptus (Oruro), Montero (Santa Cruz), Santivañez (Cochabamba), Cairoma y Patacamaya (La Paz), Omereque (Cochabamba), San Ignacio y Guayaramerín (Beni), y Santa Rosa del Sara (Santa Cruz).

Cuarentena dinámica:
Bajo ese criterio, los 68 municipios en condición de riesgo alto continuarán con la suspensión de todas las actividades públicas y privadas, las personas realizarán salidas una vez por semana para el abastecimiento de alimentos y atención en el sistema financiero, según el número de la cédula de identidad.
Mientras que los 152 municipios con riesgo medio podrán retornar las actividades en el sector público y privado en una jornada laboral de 6 horas, de lunes a viernes. Las personas menores de 18 años y mayores de 65 podrán salir de lunes a viernes por las mañanas, por una hora, con fines de esparcimiento cerca a su domicilio.
Los 119 municipios con condición de riesgo moderado podrán retornar a las actividades en el sector público y privado con 8 horas laborales diarias, se prohíbe la circulación por espacios públicos de 7 de la noche a 5 de la mañana.

### Mecanismos de control
Además de las diferentes medidas de restricción de circulación conocidas como cuarentena en Bolivia, los niveles de gobierno desplegaron campañas de comunicación y control en el territorio nacional, emitiendo recomendaciones para evitar la desinformación y garantizar la implementación de las acciones definidas como parte del plan de emergencia.
Con respecto al acceso al territorio boliviano, migraciones estableció la implementación de una declaración jurada sobre las trayectorias de viajes de ciudadanos que ingresan a Bolivia.

### Información oficial
Como parte de las medidas destinadas a frenar el contagio de la enfermedad se habilitaron plataformas de información al ciudadano, entre ellas una línea gratuita de atención a consultas sobre la enfermedad, una aplicación para teléfonos móviles con información, y un portal en línea boliviasegura.gob.bo con información oficial actualizada sobre casos detectados y medidas de prevención.

### Controversia sobre dióxido de cloro
El 14 de octubre del 2020, una de las cámaras legislativas, bajo la presidencia de Eva Copa, aprobó una ley que regula el uso de dióxido de cloro como tratamiento para pacientes diagnosticados de COVID19 y propone "dotar gratuitamente a establecimientos de salud, la Solución de Dióxido de Cloro como medio de prevención y tratamiento alternativo del Coronavirus".
En respuesta el ministerio de Salud (quien ya había emitido un comunicado respecto a los peligros, falta de efectividad y respaldo científico de este tratamiento) reiteró su postura y declaró que la sustancia está prohibida como tratamiento a nivel nacional.

## Estadísticas

### Casos por departamentos
| Departamentos | Departamentos | Casos confirmados | Pacientes Recuperados | Decesos confirmados | Casos Activos |
| ------------- | ------------- | ----------------- | --------------------- | ------------------- | ------------- |
| 1°            | Santa Cruz    | 340 465           | 327 227               | 8 908               | 4 330         |
| 2°            | La Paz        | 162 171           | 144 428               | 3 117               | 14 626        |
| 3°            | Cochabamba    | 140 127           | 136 629               | 3 120               | 378           |
| 4°            | Tarija        | 74 771            | 67 025                | 1 366               | 6 380         |
| 5°            | Chuquisaca    | 63 269            | 54 342                | 1 566               | 7 361         |
| 6°            | Oruro         | 42 287            | 40 649                | 1 594               | 44            |
| 7°            | Potosí        | 38 460            | 35 293                | 892                 | 2 275         |
| 8°            | Beni          | 29 313            | 28 282                | 982                 | 49            |
| 9°            | Pando         | 11 585            | 7 658                 | 351                 | 3 576         |
| Total         | Total         | 902 448           | 841 533               | 21 896              | 39 019        |

## Repercusiones e incidentes
Tras el anuncio de la detección del primer caso se registraron diferentes eventos entre la población local, entre ellos: compra masiva de barbijos y alcohol en gel, bloqueo de accesos a hospitales, protestas y manifestaciones solicitando diferentes acciones del gobierno. También se registraron protestas en la ciudad de El Alto.
El 19 de marzo un paciente en observación que debía permanecer en aislamiento en la ciudad de Cochabamba trató de huir siendo atrapado cuando intentaba realizar un viaje interdepartamental hacia la ciudad de Oruro.
En la frontera con Argentina, al sur del país, de registró un bloqueo del puente internacional, que el día 19 de marzo tuvo como evento inusitado la auto agresión de un dirigente que terminó en llamas, el evento se registró como parte de las medidas de presión exigiendo medidas gubernamental para frenar la epidemia de dengue y la expansión de la pandemia de COVID-19.
Se suspendieron operaciones en la Minera San Cristóbal.
Según un informe de la gobernación de Cochabamba, una pareja con caso positivo de COVID-19 de ese departamento, asistió a un matrimonio de 300 personas en el municipio rural de Santivañez, dicha fiesta duró 2 días (7 y 8 de marzo de 2020), se dispuso la cuarentena inmediata de esas zonas rurales, después de revelarse la información. Incluso el ministro de gobierno, Arturo Murillo, advirtió que si se comprueba la irresponsabilidad de esta pareja en las investigaciones policiales. Pedirá 10 años de cárcel a la justicia por atentado contra la salud pública.
El 12, 13 y 14 de marzo de 2020, en el municipio de Patacamaya, se efectuó una fiesta patronal con bebidas alcohólicas, donde un fotógrafo que participaba en la misma contrajo el COVID-19. Un grupo de trabajadores médicos del departamento de La Paz, anunciaron una acción penal contra alcalde de Patacamaya, Tiburcio Choque, que autorizó dicha fiesta, donde emergieron casos positivos y con el desenlace del primer fallecido de Patacamaya el 29 de marzo. Desobedeciendose así, el decreto supremo 4179, promulgado el 12 de marzo, por la presidenta Jeanine Añez. Donde se prohibían fiestas y reuniones sociales, que las alcaldías están encargadas de hacer cumplir la prohibición.

## Impacto

### Impacto económico

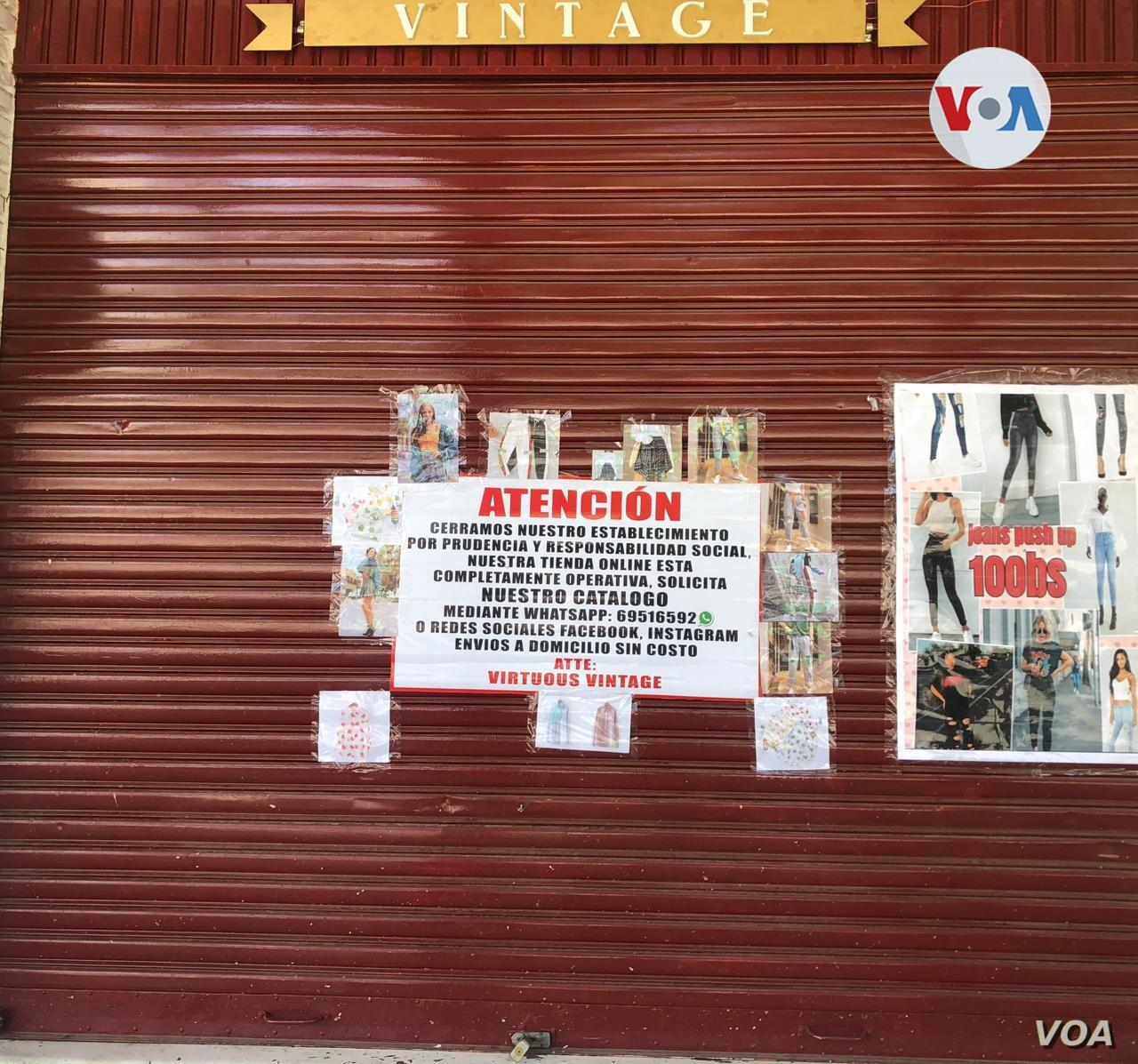
Negocio cerrado por la cuarentena nacional decretada por el gobierno del país, 2 de abril de 2020.

Debido a la inestabilidad política que venia desde los polémicos comicios presidenciales, junto con la llegada de la pandemia, y por consecuencia la crisis sanitaria internacional, llevan al declive del producto interno bruto del país, lo que conllevaría a un surgimiento de nuevos conflictos sociales, quiebre de empresas, y que durara entre dos a tres años, según las declaraciones del expresidente constitucional y candidato presidencial por Comunidad Ciudadana, Carlos Mesa Gisbert. Asimismo, se refirió que esto se pudo detener con buenas políticas en beneficio de la población, y resalto que el despilfarro y corrupción del anterior gobierno, en una etapa de mayor bonanza y no dio interés en la industrialización, llevara a una crisis económica profunda.
El informe del Fondo Monetario Internacional (FMI), señala que  la pandemia provocará una contracción del 2,9% en el producto interno bruto para el año 2020, y que los países que dependen de la extracción de minerales serán perjudicados, y podría empeorar si la crisis epidemiologica y la pandemia se radicalice para la segunda mitad del presente año 2020.
Más de 800 surtidores del país reportan una pérdida considerable de 20 millones de bolivianos (unos 3 millones de dólares actuales), que puede ser un riesgo para la continuidad de las empresas y una pérdida de más de 16 mil empleos, explicó la gerente de la Asociación Nacional de Estaciones de Servicio (Asosur), Susy Dorado.

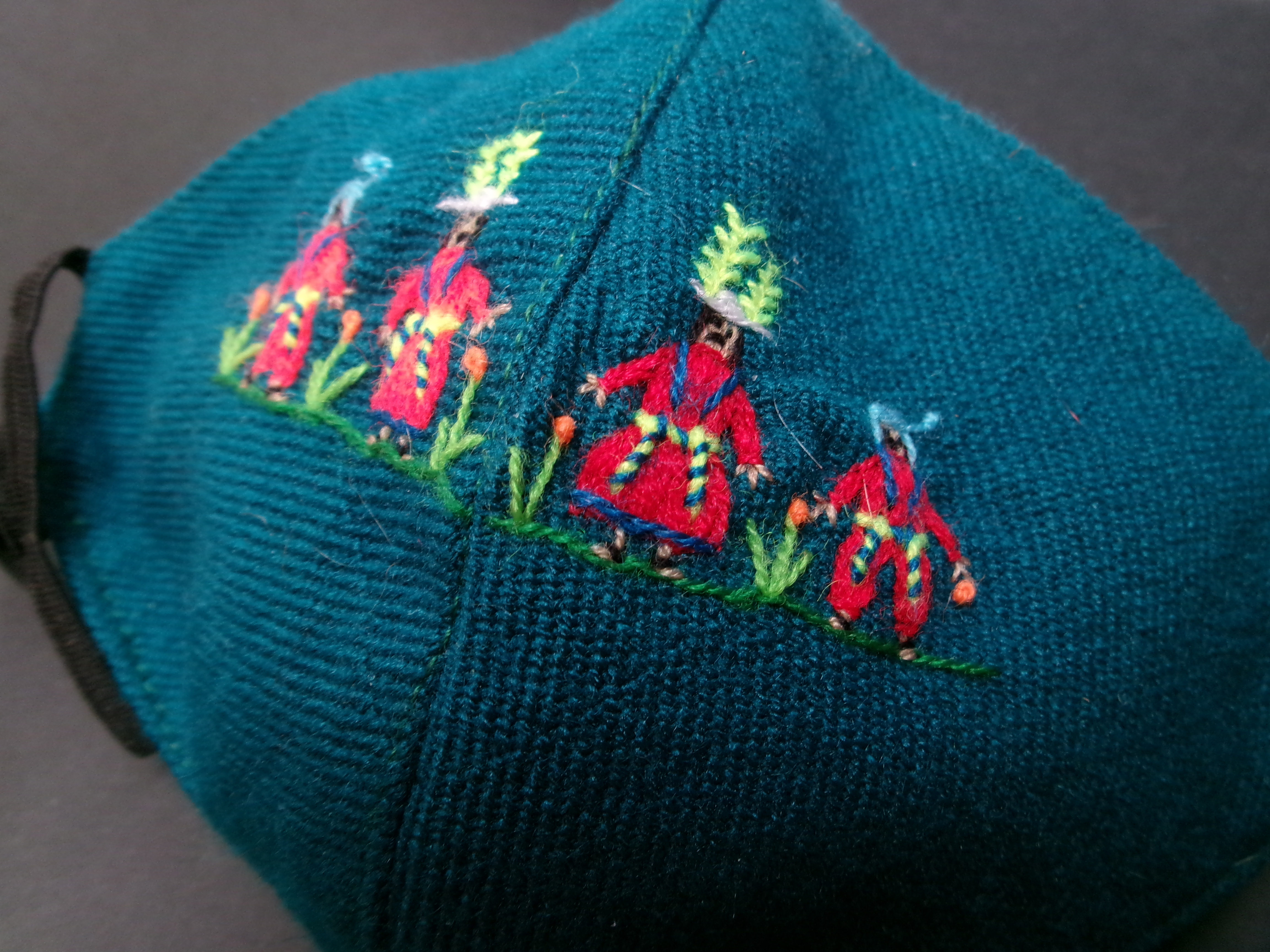
Barbijo bordado a mano en Bolivia, como medida de prevención

La presidenta, Jeanine Añez mediante el Ministerio de Economía, y firmada por el ministro José Luis Parada, emitió la resolución ministerial 043/2020 del 7 de febrero, que modifica el manual de operaciones del Sistema de Contrataciones Estatales (Sicoes) del 30 de julio de 2015,  restringiendo información de las contrataciones realizadas en el marco de la emergencia sanitaria a la opinión pública, resguardando la confidencialidad y reserva de la información para la seguridad nacional y defensa de los intereses del Estado.
Según informe de la calificadora económica Moody’s señala que el siguiente gobierno tendrá retos, y que el déficit fiscal llegara a un 13%, con desaceleración de la economía boliviana acompaña de inestabilidad política a medida que caen las exportaciones de gas y aumenta el desempleo, conduciendo a una recesión económica desde la Hiperinflación de la década de 1980.
En el campo de hidrocarburos, la calificadora de riesgos proyecta la mayor caída en la demanda del gas boliviano, llegando para un 50% menos en el precio, advirtiendo que si no repunta a otras opciones de exportación, las tasas de crecimiento bajaran con perdidas.
La Cámara Nacional de Comercio (CNC) calcula un aumento de 200.000 personas sin empleo, estimando una pérdida de más de 400 millones de dólares americanos, producto de la pandemia. Mientras el Instituto Nacional de Estadística (INE) señaló que mediante el Boletín Estadístico de la Encuesta Continua de Empleo (ECE) indica que en el cuarto trimestre de 2019 el desempleo llegó a 191 mil personas, representando un 4,83% de la población económicamente activa. A su vez, el INE informó que la actividad económica se contrajo en 2,63% en el primer trimestre de este año con una tasa de crecimiento acumulado de 0,55% en  relación al año 2019 (3,09%), resultado de las medidas de la alerta sanitaria iniciadas desde el 12 de marzo.
El ministro de Desarrollo Productivo, Óscar Ortiz conversó con funcionarios de la Cámara de industria y comercio (CAINCO) sobre sus propuestas para el plan de la reactivación económica del país, que consiste en dos campos: Plan de empleo para personas que cueste conseguir una fuente de ingreso y enfocar en los sectores que generen empleos.
Los supermercados sufrieron una baja en el volumen de ventas hasta un 30% en los dos meses de cuarentena, debido a la reducción de horas de trabajo de 16 a solo siete horas al día, con dificultades de abastecimiento y que la gente tiene menos dinero, influyendo el miedo y la inseguridad, informó Sergio Weise, la Asociación de Supermercados de Bolivia (ASOBOSUPER).

### Impacto cultural
La actividad más importante del primer semestre de 2020, como fue la Larga Noche de Museos fue cancelada con el fin de resguardar a la salud de sus visitantes. En reemplazo de la forma presencial, la actividad se desarrolló virtualmente entre los días 18 al 23 de mayo con más de 800 propuestas a nivel nacional y 1.607.325 interacciones.